# Nicole Arendt
Nicole Arendt (* 26. August 1969 in Somerville, New Jersey) ist eine ehemalige US-amerikanische Tennisspielerin.

## Karriere
Nicole Arendt war in ihrer Karriere vor allem im Doppel erfolgreich. Im Damendoppel gewann sie 16 WTA-Turniere und acht Titel auf dem ITF Women’s Circuit. 1997 unterlag sie mit ihrer Partnerin Manon Bollegraf in der Doppelkonkurrenz von Wimbledon erst im Finale Gigi Fernández und Natallja Swerawa. Im selben Jahr erreichte sie mit Position 3 auch ihre beste Platzierung in der Doppel-Weltrangliste. 
Im Mixed stand sie zweimal im Endspiel eines Grand-Slam-Turniers: mit ihrem Landsmann Luke Jensen verlor sie im Jahr 1996 sowohl das Finale der Australian Open als auch das der French Open.

## Abschneiden bei Grand-Slam-Turnieren

### Einzel
| Turnier         | 1986  | 1987 | … | 1991 | 1992 | 1993 | 1994 | 1995 | 1996 | 1997 | 1998 | 1999 | 2000 | Karriere |
| --------------- | ----- | ---- | - | ---- | ---- | ---- | ---- | ---- | ---- | ---- | ---- | ---- | ---- | -------- |
| Australian Open | n. a. | —    | — | —    | 2    | 2    | 1    | 1    | 3    | 1    | —    | —    | Q3   | 3        |
| French Open     | —     | —    | — | —    | —    | —    | —    | 1    | 1    | AF   | —    | 2    | —    | AF       |
| Wimbledon       | —     | —    | — | —    | —    | 2    | 2    | 1    | 3    | 3    | —    | 2    | —    | 3        |
| US Open         | 3     | 1    | — | 1    | 2    | 2    | 2    | 3    | 2    | 1    | —    | —    | —    | 3        |

Zeichenerklärung: S = Turniersieg; F, HF, VF, AF = Einzug ins Finale / Halbfinale / Viertelfinale / Achtelfinale; 1, 2, 3 = Ausscheiden in der 1. / 2. / 3. Hauptrunde; Q1, Q2, Q3 = Ausscheiden in der 1. / 2. / 3. Runde der Qualifikation; n. a. = nicht ausgetragen

### Doppel
| Turnier         | 1991 | 1992 | 1993 | 1994 | 1995 | 1996 | 1997 | 1998 | 1999 | 2000 | 2001 | 2002 | 2003 | Karriere |
| --------------- | ---- | ---- | ---- | ---- | ---- | ---- | ---- | ---- | ---- | ---- | ---- | ---- | ---- | -------- |
| Australian Open | —    | 2    | 1    | AF   | 2    | HF   | VF   | —    | VF   | 1    | HF   | AF   | —    | HF       |
| French Open     | —    | —    | —    | —    | HF   | VF   | VF   | —    | 2    | AF   | VF   | HF   | 2    | HF       |
| Wimbledon       | —    | 1    | 1    | HF   | VF   | AF   | F    | —    | VF   | 2    | 2    | 2    | 1    | F        |
| US Open         | 1    | —    | 1    | AF   | 2    | VF   | HF   | —    | VF   | 1    | 1    | 2    | —    | HF       |

### Mixed
| Turnier         | 1994 | 1995 | 1996 | 1997 | 1998 | 1999 | 2000 | 2001 | 2002 | Karriere |
| --------------- | ---- | ---- | ---- | ---- | ---- | ---- | ---- | ---- | ---- | -------- |
| Australian Open | —    | AF   | F    | 1    | —    | —    | 1    | VF   | 1    | F        |
| French Open     | —    | AF   | F    | 1    | —    | —    | 1    | AF   | 1    | F        |
| Wimbledon       | 1    | 1    | VF   | —    | —    | —    | 1    | AF   | —    | VF       |
| US Open         | —    | 1    | AF   | —    | —    | —    | 1    | 1    | AF   | AF       |